# Eleição papal de 1227

Brasão papal de Sua Santidade o Papa Gregório IX

A eleição papal ocorrida em 19 de março de 1227 resultou na eleição do cardeal Ugolino dei conti di Segni como Papa Gregório IX depois da morte do Papa Honório III.

## Desenvolvimento
O Papa Honório III morreu em 18 de março de 1227. A eleição foi convocada para o dia seguinte, e decidiu-se eleger o novo Papa por meio de um compromissum, isto é, não por todo o Sacro Colégio dos Cardeais, mas por um comitê de alguns deles, com poderes pelos demais para nomear o novo Pontífice. O comitê era composto por três cardeais, entre os quais os cardeais-bispos Ugolino di Segni de Óstia e Konrad von Urach do Porto (o nome do terceiro não está registrado). O Cardeal Konrad von Urach foi eleito imediatamente, mas recusou; o comitê então escolheu Ugolino dei Conti di Segni, que aceitou relutante a nomeação e escolheu o nome de Gregório IX.
O novo papa recebeu o pálio na Basílica de São Pedro no dia 21 de março seguinte e foi entronizado na Basílica de São João de Latrão no mesmo dia. No dia 11 de abril, Ottaviano dei Conti di Segni, seu parente e arquidiácono do Sagrado Colégio, o coroou solenemente na Basílica de Santa Maria Maior.

## Colégio dos Cardeais

### Cardeais participantes
- Ugolino dei conti di Segni (Eleito Papa Gregório IX)
- Paio Galvão
- Konrad von Urach
- Niccolò Chiaramonte
- Guido Pierleone
- Leone Brancaleone
- Guala Bicchieri
- Stephen Langton
- Giovanni Colonna
- Estêvão de Ceccano
- Gregorio Theodoli
- Ottaviano dei conti di Segni
- Raniero Capocci
- Romano Bonaventura
- Tomás de Cápua
- Stefano de Normandis dei Conti
- Gil Torres
- Pietro Capuano

### Cardeais ausentes
- Oliver von Paderborn